# Kaplansherweg
Kaplansherweg ist eine Ortschaft in der Gemeinde Wipperfürth im Oberbergischen Kreis im Regierungsbezirk Köln in Nordrhein-Westfalen (Deutschland).

## Lage und Beschreibung
Der Ort liegt im Südwesten der Stadt Wipperfürth nahe der Stadtgrenze zu Hückeswagen an der Bundesstraße 506, die im Mittelalter ein bedeutender Heerweg zwischen Köln und Soest war. Der Name Kaplansherweg leitet sich von diesem Heerweg ab.
Der Ort liegt auf der Wasserscheide zwischen der Großen Dhünn und der Kürtener Sülz. Nördlich und westlich von dem Ort entspringen zwei Zuflüsse der Großen Dhünn. Dhünn, Kluse, Kluser Heide, Herweg, Schniffelshöh, Odenholl und Grüterich sind Nachbarorte.
Der Ort gehört zum Gemeindewahlbezirk 071 und damit zum südwestlichen Stadtgebiet. In Kaplansherweg ist der Tierschutzverein Wipperfürth e. V. mit seinem Tierheim beheimatet.

## Geschichte
Die urkundliche Ersterwähnung von Kaplansherweg als „Herweghe“ 1443 ist unsicher, da es vier Orte mit -herweg im Namen in Wipperfürth gibt. Die Karte Topographia Ducatus Montani aus dem Jahre 1715 zeigt zwei Höfe und bezeichnet diese mit „Herweg“. Die Topographische Aufnahme der Rheinlande von 1825 zeigt auf umgrenztem Hofraum unter dem Namen „Capl.Herweg“ vier getrennt voneinander liegende Grundrisse. In der Preußischen Uraufnahme von 1840 lautet die Ortsbezeichnung „Caplansherweg“. Ab der topografischen Karte der Jahre 1894 bis 1896 wird der heute gebräuchliche Ortsname Kaplansherweg verwendet.

## Busverbindungen
Über die Haltestelle Kaplansherweg der Linie 427 (VRS/OVAG) ist Kaplansherweg an den öffentlichen Personennahverkehr angebunden.

## Wanderwege
Der vom SGV ausgeschilderte Wipperfürther Rundweg und der Bezirkswanderweg 9 von Wipperfürth nach Bergisch Gladbach führen durch den Ort.